# Kawalelo
Kawalelo is een bestuurslaag in het regentschap Flores Timur van de provincie Oost-Nusa Tenggara, Indonesië. Kawalelo telt 556 inwoners (volkstelling 2010).